# Bäsksele
Bäsksele (sydsamiska Beetske) är en by och tidigare småort i Vilhelmina kommun, belägen öster om Bäskselet i Vojmån, vid länsväg 360. Bäsksele anlades som nybygge 1771 av Jon Larsson, som senare även anlade Latikberg. Han kallas i andra sammanhang för Johan Larsson och uppges ha varit same. SCB hade 2015 ändrat definitionen för småorter, varvid Bäsksele inte längre visade sig kvalificera sig som småort.
På 1860-talet inrättade Svenska Missionssällskapet en skola för samiska barn i Bäsksele. Där fick även barn från Bäsksele by som hade svenska föräldrar undervisas. Bland de samer som genomgått missionsskolan i Bäsksele kan nämnas Andreas Wilks och Elsa Laula Renberg.
Byn är av riksintresse för kulturmiljövården.